# Piper Laurie
Piper Laurie, pseudonimo di Rosetta Jacobs (Detroit, 22 gennaio 1932 – Los Angeles, 14 ottobre 2023), è stata un'attrice statunitense, candidata a tre premi Oscar e vincitrice di un Golden Globe e un Premio Emmy.

## Biografia
Figlia di un immobiliarista ebreo polacco, Alfred Jacobs, e di una russa, Charlotte Sadie Alperin, a 6 anni si trasferì in California, dove in seguito studierà recitazione. Fu protagonista accanto a Ronald Reagan della commedia Amo Luisa disperatamente (1950) di Alexander Hall, recitò con Paul Newman in Lo spaccone (1961) di Robert Rossen, per cui ottenne la sua prima candidatura all'Oscar (nella categoria miglior attrice protagonista), con il giovane Mel Gibson in Tim - Un uomo da odiare (1979) di Michael Pate, e venne diretta da Brian De Palma nel celebre thriller horror Carrie - Lo sguardo di Satana (1976), per la cui sensibile interpretazione della madre fondamentalista cristiana Margaret White venne candidata nuovamente all'Oscar, questa volta come miglior attrice non protagonista.
A metà degli anni ottanta, dopo 30 anni di carriera cinematografica, si concesse al piccolo schermo, recitando in sceneggiati televisivi e telefilm. Dopo essere apparsa come ospite in serie quali La signora in giallo e Ai confini della realtà, l'attrice recitò nella miniserie Uccelli di rovo, prima di aggiudicarsi un Emmy Award per il suo ruolo in La promessa (1986). Sempre nello stesso anno, apparve nel film Figli di un dio minore, pellicola vincitrice di un Orso d'Argento a Berlino, per il quale fu candidata per la terza volta all'Oscar. Le nuove generazioni iniziarono a conoscerla grazie a I segreti di Twin Peaks e al film Trauma (1993) di Dario Argento.
Negli ultimi anni, l'attrice (che vantava più di 60 pellicole, si era separata ed ebbe una figlia) ha lavorato per molte produzioni televisive importanti. Dopo aver interpretato la mamma del dottor Ross (George Clooney), in E.R. - Medici in prima linea, e una donna malvagia in Law & Order, è apparsa come guest-star in un episodio di Will & Grace. Nel 2006 è passata dietro la macchina da presa, curando la regia del cortometraggio Property.
È deceduta il 14 ottobre 2023 a Los Angeles all'età di 91 anni.

## Filmografia

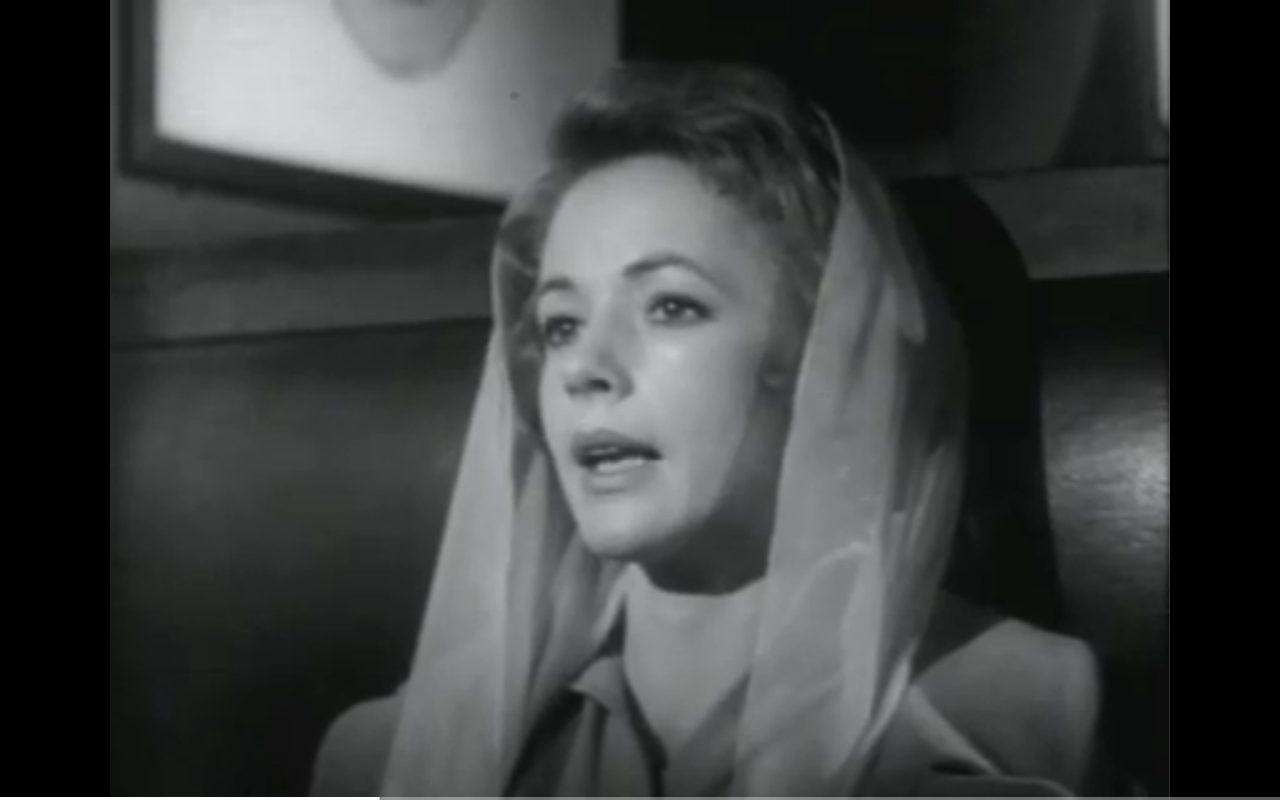
Piper Laurie nel film Lo spaccone (1961)

### Cinema
- Amo Luisa disperatamente (Louisa), regia di Alexander Hall (1950)
- Il lattaio bussa una volta (The Milkman), regia di Charles Barton (1950)
- Francis alle corse (Francis Goes to the Races), regia di Arthur Lubin (1951)
- Il principe ladro (The Prince Who Was a Thief), regia di Rudolph Maté (1951)
- Non c'è posto per lo sposo (No Room for the Groom), regia di Douglas Sirk (1952)
- Il capitalista (Has Anybody Seen My Gal?), regia di Douglas Sirk (1952)
- Il figlio di Alì Babà (Son of Ali Baba), regia di Kurt Neumann (1952)
- L'avventuriero della Luisiana (The Mississippi Gambler), regia di Rudolph Maté (1953)
- La spada di Damasco (The Golden Blade), regia di Nathan Juran (1953)
- Agente federale X3 (Dangerous Mission), regia di Louis King (1954)
- Bolide rosso (Johnny Dark), regia di George Sherman (1954)
- Alba di fuoco (Dawn at Socorro), regia di George Sherman (1954)
- Segnale di fumo (Smoke Signal), regia di Jerry Hopper (1955)
- Non è peccato (Ain't Misbehavin), regia di Edward Buzzell (1955)
- Il mio amico Kelly (Kelly and Me), regia di Robert Z. Leonard (1957)
- Quattro donne aspettano (Until They Sail), regia di Robert Wise (1957)
- Lo spaccone (The Hustler), regia di Robert Rossen (1961)
- Carrie - Lo sguardo di Satana (Carrie), regia di Brian De Palma (1976)
- The Woman Rebel, regia di Francis Gladstone (1976)
- Ruby, regia di Curtis Harrington (1977)
- The Boss' Son, regia di Bobby Roth (1978)
- Tim - Un uomo da odiare (Tim), regia di Michael Pate (1979)
- Nel fantastico mondo di Oz (Return to Oz), regia di Walter Murch (1985)
- Figli di un dio minore (Children of a Lesser God), regia di Randa Haines (1986)
- Deviazioni (Distortions), regia di Armand Mastroianni (1987)
- Appuntamento con la morte (Appointment with Death), regia di Michael Winner (1988)
- Il ritorno di Tiger (Tiger Warsaw), regia di Amin Q. Chaudhri (1988)
- Un piccolo sogno (Dream a Little Dream), regia di Marc Rocco (1989)
- I soldi degli altri (Other People's Money), regia di Norman Jewison (1991)
- Il mistero di Storyville (Storyville), regia di Mark Frost (1992)
- Cambiar vita (Rich in Love), regia di Bruce Beresford (1992)[2]
- Trauma, regia di Dario Argento (1993)
- Ricordando Hemingway (Wrestling Ernest Hemingway), regia di Randa Haines (1993)
- 3 giorni per la verità (The Crossing Guard), regia di Sean Penn (1995)
- Storie d'amore (The Grass Harp), regia di Charles Matthau (1995)
- St. Patrick's Day, regia di Hope Perello (1997)
- The Faculty, regia di Robert Rodriguez (1998)
- Palmer's Pick Up, regia di Christopher Coppola (1999)
- The Mao Game, regia di Joshua John Miller (1999)
- Eulogy, regia di Michael Clancy (2004)
- The Dead Girl , regia di Karen Moncrieff (2006)
- Hounddog, regia di Deborah Kampmeier (2007)
- Saving Grace B. Jones, regia di Connie Stevens (2009)
- Hesher è stato qui (Hesher), regia di Spenser Susser (2010)
- L'alba di un vecchio giorno (Another Harvest Moon), regia di Greg Swartz (2010)
- Bad Blood, regia di Conrad Janis (2012)
- Cocaine - La vera storia di White Boy Rick (White Boy Rick), regia di Yann Demange (2018)

### Televisione
- The Best of Broadway – serie TV, 1 episodio (1955)
- Robert Montgomery Presents – serie TV, 1 episodio (1955)
- Allen in Movieland, regia di Dick McDonough – film TV (1955)
- Front Row Center – serie TV, 1 episodio (1956)
- The Road That Led Afar, regia di Herschel Daugherty – film TV (1956)
- The Ninth Day, regia di John Frankenheimer – film TV (1956)
- General Electric Theater – serie TV, 3 episodi (1956-1961)
- Studio One – serie TV, 1 episodio (1957)
- The Seven Lively Arts – serie TV, 1 episodio (1957)
- Playhouse 90 – serie TV, 2 episodi (1957-1958)
- Westinghouse Desilu Playhouse – serie TV, episodio 1x17 (1959)
- Winterset, regia di George Schaefer – film TV (1959)
- Play of the Week – serie TV, 1 episodio (1960)
- The United States Steel Hour – serie TV, 2 episodi (1960-1963)
- Westinghouse Presents: Come Again to Carthage, regia di Jack Smight – film TV (1961)
- La città in controluce (Naked City) – serie TV, 1 episodio (1963)
- Polvere di stelle (Bob Hope Presents the Chrysler Theatre) – serie TV, 1 episodio (1963)
- Ben Casey – serie TV, episodio 3x09 (1963)
- Undicesima ora (The Eleventh Hour) – serie TV, 1 episodio (1964)
- Breaking Point – serie TV, 1 episodio (1964)
- The Long Hunt of April Savage, regia di Bernard L. Kowalski – film TV (1966)
- In the Matter of Karen Ann Quinlan, regia di Glenn Jordan – film TV (1977)
- Rainbow, regia di Jackie Cooper – film TV (1978)
- Skag – serie TV, 6 episodi (1980)
- Bunker (The Bunker), regia di George Schaefer – film TV (1981)
- Mae West - Il fascino del peccato (Mae West), regia di Lee Philips – film TV (1982)
- Uccelli di rovo (The Thorn Birds), regia di Daryl Duke – miniserie TV (1983)
- A cuore aperto (St. Elsewhere) – serie TV, 3 episodi (1983)
- La signora in giallo (Murder, She Wrote) – serie TV, episodio 1x21 (1985)
- Hotel – serie TV, 1 episodio (1985)
- Tenera è la notte (Tender is the Night), regia di Robert Knights – miniserie TV (1985)
- Per amore di Mary (Love, Mary), regia di Robert Day – film TV (1985)
- La forza d'amare (Toughlove), regia di Glenn Jordan – film TV (1985)
- Ai confini della realtà (The Twilight Zone) – serie TV, episodio 1x19 (1985)
- Matlock – serie TV, 1 episodio (1986)
- La promessa (Promise), regia di Glenn Jordan – film TV (1986)
- Supercar (Knight Rider) – serie TV, 10 episodi (1987-1990)
- L'ultima estate del mio bambino (Go Toward the Light), regia di Mike Robe – film TV (1988)
- La bella e la bestia (Beauty and the Beast) – serie TV, 1 episodio (1989)
- Baywatch – serie TV, 9 episodi (1989-1991)
- Io e Charlie (Rising Son), regia di John David Coles – film TV (1990)
- I segreti di Twin Peaks (Twin Peaks) – serie TV, 27 episodi (1990-1991)
- Bugie d'amore (Love, Lies & Lullabies), regia di Rod Hardy – film TV (1993)
- Traps – serie TV, 5 episodi (1994)
- Un cuore diviso (Shadows of Desire), regia di Sam Pillsbury – film TV (1994)
- Frasier – serie TV, 2 episodi (1994-1999)
- Una figlia contro (Fighting for My Daughter), regia di Peter Levin – film TV (1995)
- E.R. - Medici in prima linea (ER) – serie TV, 2 episodi (1995-1996)
- La strada per Galvestone (The Road to Galveston), regia di Michael Toshiyuki Uno – film TV (1996)
- Amiche per la vita (In the Blink of an Eye), regia di Micki Dickoff – film TV (1996)
- Un detective in corsia (Diagnosis Murder) – serie TV, episodio 4x11 (1996)
- Intensity, regia di Yves Simoneau – film TV (1997)
- Il tocco di un angelo (Touched by an Angel) – serie TV, episodio 4x11 (1997)
- Alone, regia di Michael Lindsay-Hogg – film TV (1997)
- La stella di Natale (A Christmas Memory), regia di Glenn Jordan – film TV (1997)
- Partners – serie TV, 1 episodio (1999)
- Due papà da Oscar (Brother's Keeper) – serie TV, 1 episodio (1999)
- ...E l'uomo creò Satana (Inherit the Wind), regia di Daniel Petrie – film TV (1999)
- Will & Grace – serie TV, 1 episodio (2000)
- Virus mortale (Possessed), regia di Steven E. de Souza – film TV (2000)
- Crimini d'amore (Midwives), regia di Glenn Jordan – film TV (2001)
- L'ultimo fabbricante di mattoni (The Last Brickmaker in America), regia di Gregg Champion – film TV (2001)
- Law & Order - Unità vittime speciali (Law & Order: Special Victims Unit) – serie TV, episodio 3x09 (2001)
- State of Grace – serie TV, 1 episodio (2002)
- Dead Like Me – serie TV, 1 episodio (2004)
- Cold Case - Delitti irrisolti (Cold Case) – serie TV, episodio 2x22 (2005)
- MacGyver – serie TV, episodio 2x20 (2018)

## Riconoscimenti
- Premio Oscar
  - 1962 - Candidatura alla miglior attrice per Lo spaccone
  - 1977 - Candidatura alla miglior attrice non protagonista per Carrie - Lo sguardo di Satana
  - 1987 - Candidatura alla miglior attrice non protagonista per Figli di un dio minore
- Golden Globe
  - 1977 - Candidatura alla miglior attrice non protagonista per Carrie - Lo sguardo di Satana
  - 1984 - Candidatura alla miglior attrice non protagonista in una serie per Uccelli di rovo
  - 1987 - Candidatura alla miglior attrice non protagonista in una serie per La promessa
  - 1991 - Migliore attrice non protagonista in una serie televisiva per I segreti di Twin Peaks
- Premio Emmy
  - 1958 - Candidatura alla miglior attrice protagonista in una miniserie o film tv per Studio One
  - 1959 - Candidatura alla miglior attrice protagonista in una miniserie o film tv per Playhouse 90
  - 1981 - Candidatura alla miglior attrice non protagonista in una miniserie o film tv per Bunker
  - 1983 - Candidatura alla miglior attrice non protagonista in una miniserie o film tv per Uccelli di rovo
  - 1984 - Candidatura alla miglior attrice non protagonista in una serie drammatica per A cuore aperto
  - 1987 - Miglior attrice non protagonista in una miniserie o film tv per La promessa
  - 1990 - Candidatura alla miglior attrice in una serie drammatica per I segreti di Twin Peaks
  - 1991 - Candidatura alla miglior attrice non protagonista in una serie drammatica per I segreti di Twin Peaks
  - 1999 - Candidatura alla miglior attrice guest star in una serie comedy per Frasier
- Premio BAFTA
  - 1962 - Candidatura alla miglior attrice straniera per Lo spaccone

### Altri premi
- 1999: American Independent Award per The Mao Game
- 1999: Golden Space Needle Award per The Mao Game
- Eletta donna dell'anno nel 1962

## Doppiatrici italiane
Nelle versioni in italiano dei suoi film, Piper Laurie è stata doppiata da:
- Rosetta Calavetta in Francis alle corse, Il principe ladro, Non c'è posto per lo sposo, Il capitalista, Il figlio di Alì Babà, L'avventuriero della Luisiana, La spada di Damasco, Bolide rosso, Alba di fuoco, Non è peccato, Il mio amico Kelly
- Sonia Scotti ne I segreti di Twin Peaks (Catherine Martell), I soldi degli altri, Un detective in corsia, Will & Grace
- Maria Pia Di Meo in Quattro donne aspettano, Ruby, Figli di un dio minore
- Ada Maria Serra Zanetti in Carrie - Lo sguardo di Satana, Tim - Un uomo da odiare
- Vittoria Febbi in Appuntamento con la morte, Trauma
- Graziella Polesinanti in The Dead Girl, Hesher è stato qui
- Lorenza Biella in Law & Order - Unità vittime speciali, Cocaine - La vera storia di White Boy Rick
- Germana Dominici in 3 giorni per la verità, La stella di Natale
- Alba Cardilli ne La signora in giallo, Un cuore diviso
- Miranda Bonansea in Amo Luisa disperatamente
- Dhia Cristiani in Agente federale X3
- Fiorella Betti in Lo spaccone
- Livia Giampalmo in Uccelli di rovo (1ª voce)
- Solvejg D'Assunta in Uccelli di rovo (2ª voce)
- Angiola Baggi in Nel fantastico mondo di Oz
- Claudia Giannotti ne L'ultima estate del mio bambino
- Serena Michelotti in Un piccolo sogno
- Daniela Gatti ne Il mistero di Storyville
- Paila Pavese in Bugie d'amore
- Manuela Andrei in Storie d'amore
- Renato Izzo ne I segreti di Twin Peaks (Mr. Tojamura)
- Noemi Gifuni in E.R. - Medici in prima linea
- Rita Savagnone in The Faculty
- Barbara Berengo Gardin in L'alba di un vecchio giorno
- Cristina Dian in Appuntamento con la morte (ridoppiaggio)